# Veveriță roșie
Veverița roșie (Sciurus vulgaris), numită și veveriță comună sau veveriță de stejar, este o specie de veveriță din genul Sciurus, comună în toată Eurasia. Veverița roșie este o rozătoare arboricolă omnivoră.
În Marea Britanie, Irlanda și Italia, populația a scăzut drastic în ultimii ani. Această scădere este asociată cu introducerea de către om a veveriței din Carolina (Sciurus carolinensis) din America de Nord. Cu toate acestea, populația din Scoția este din ce în ce mai stabilă datorită eforturilor de conservare, gradului de conștientizare și răspândirii prădătorului natural al veveriței din Carolina, jderul de copac.

## Descriere

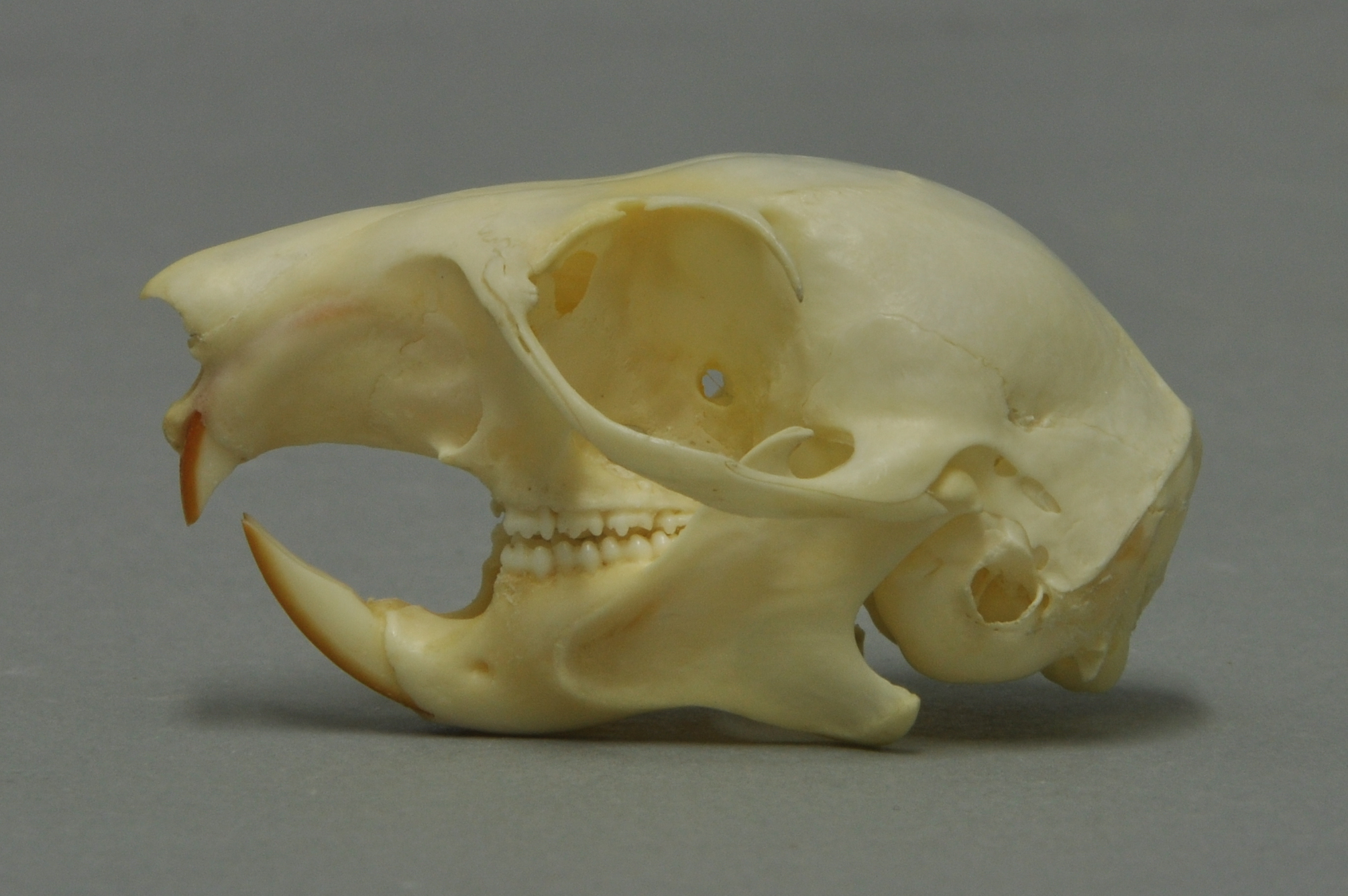
Craniu de veveriță roșie

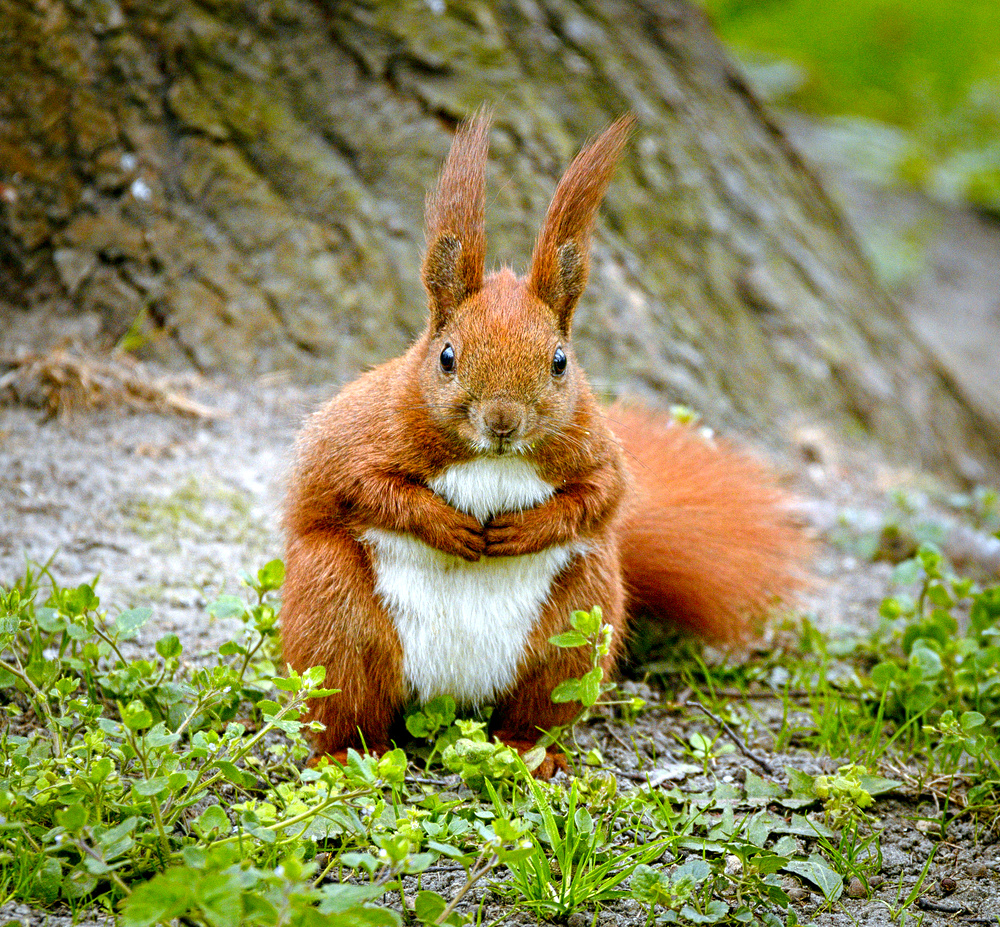
Abdomenul este de obicei alb-crem

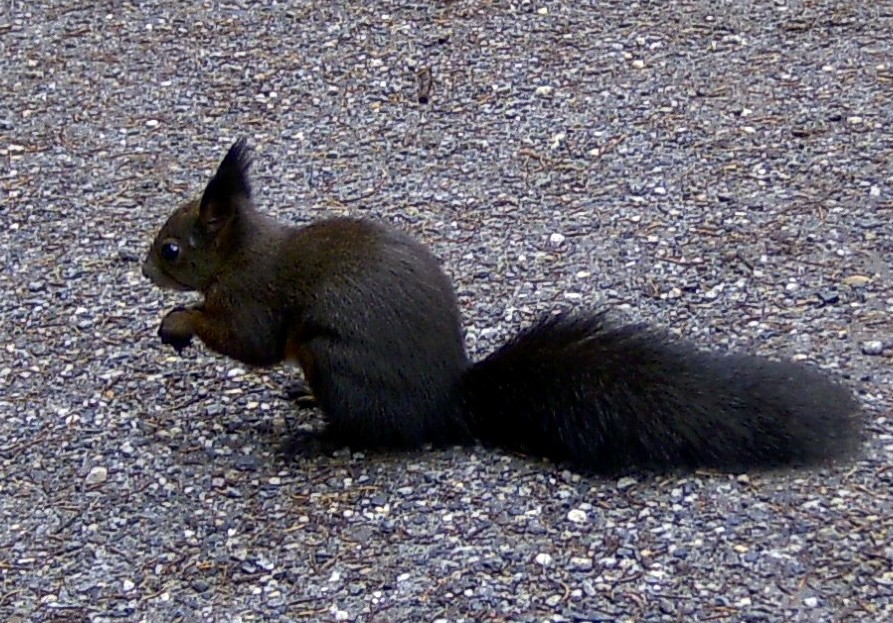
În Alpii Austrieci și Elvețieni, această specie are, de obicei, blana de culoare brun-neagră, cu excepția burții albe

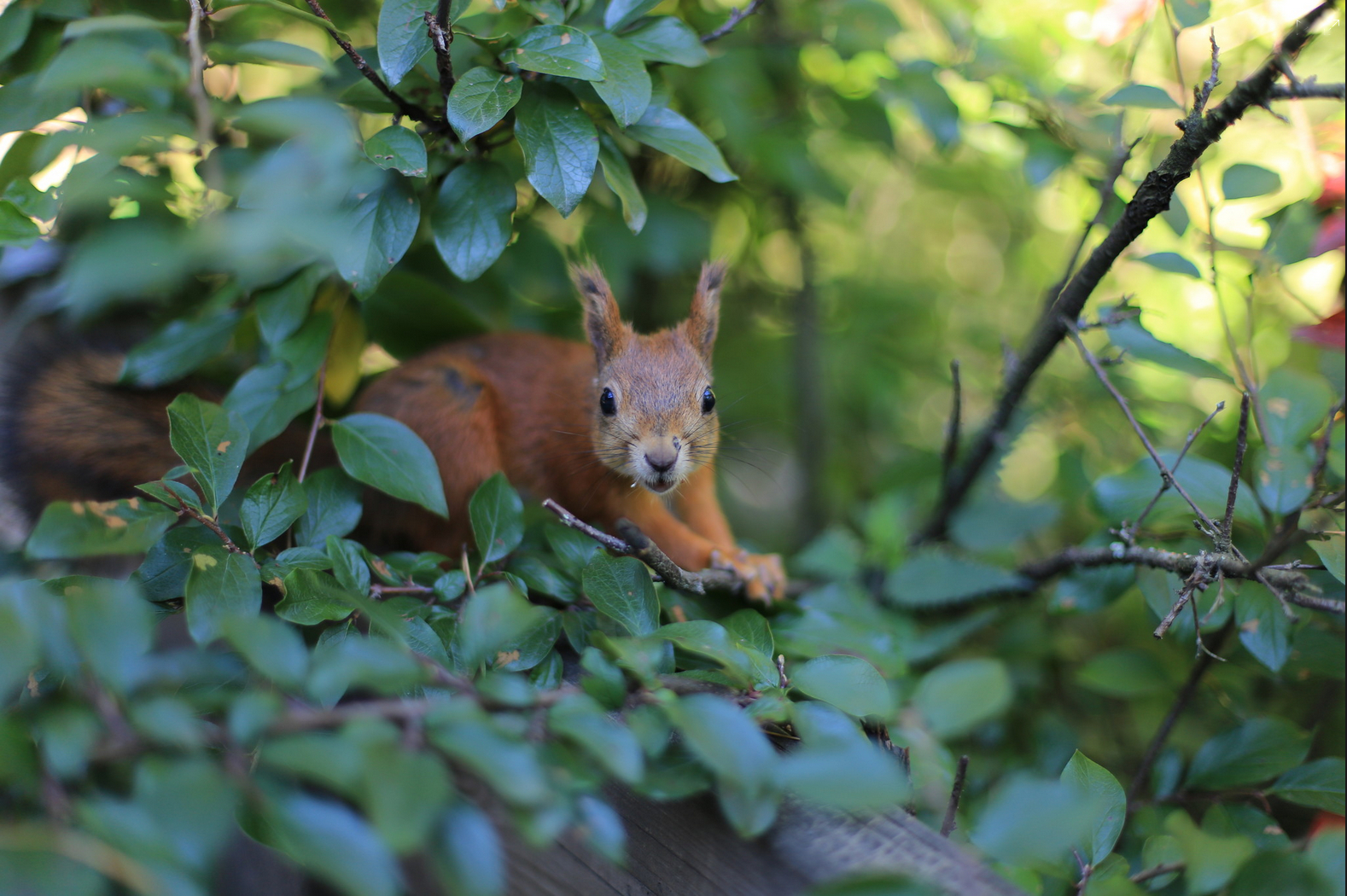
Veveriță roșie pe lacul Kuusijarvi în Finlanda

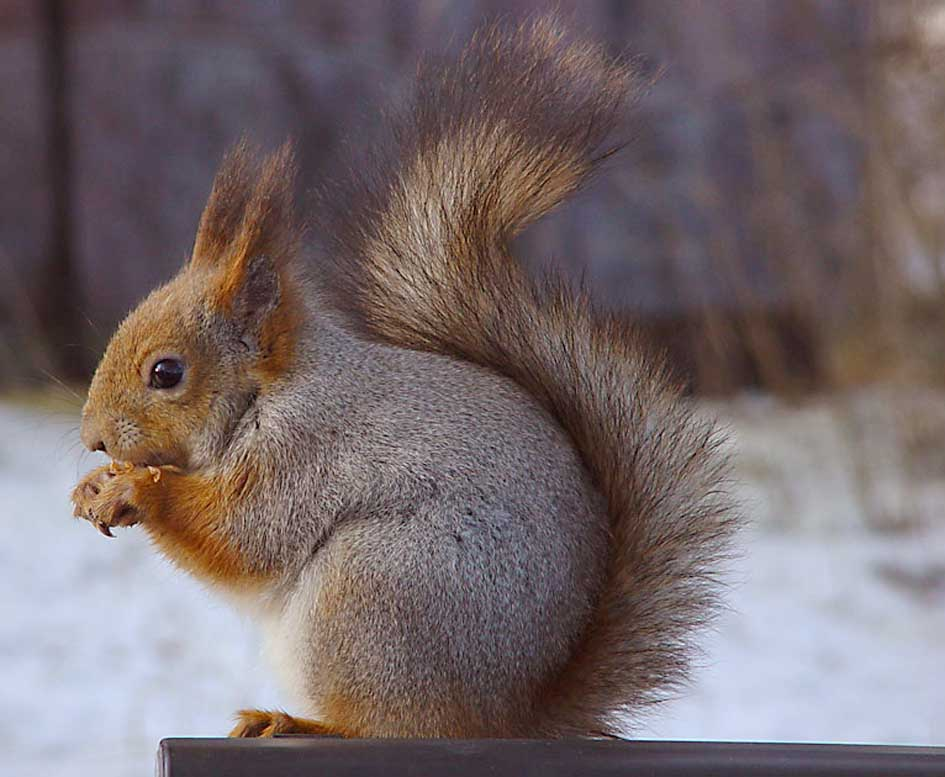
Profil al veveriței roșii în blana cenușie de iarnă

Veverița roșie are lungimea cap-corp de 19–23 cm, o coadă de 15–20 cm și o masă de 250–340 g. Masculii și femelele sunt de aceeași dimensiune. Veverița roșie este oarecum mai mică decât veverița din Carolina, care are lungimea cap-corp de 25–30 cm și cântărește între 400 și 800 de grame.
Coada lungă ajută veverița pentru a se echilibra și vira atunci când sare din copac în copac și fuge de-a lungul ramurilor și îi poate ține de cald în timpul somnului.
Veverița roșie, la fel ca majoritatea veverițelor de copac, are ghearele ascuțite, curbate, care îi permit să urce și să coboare pe trunchiuri de copaci, ramuri subțiri și chiar pereții caselor. Picioarele puternice din spate îi permit să sară între arbori. Veverița roșie poate să și înoate.
Blana veveriței roșii variază în culoare în funcție de perioada anului și locul în care trăiește. Există mai multe culori ale blănii, variind de la negru la roșu. Blana roșie este cea mai frecventă în Marea Britanie. În alte părți din Europa și Asia, veverițe de diferite culori co-există în cadrul populațiilor, similar culorii părului în unele populații umane. Partea ventrală a veveriței este întotdeauna de culoare albă-crem. Veverița roșie își schimbă blana de două ori pe an, trecând de la un strat subțire de vară la unul mai gros, mai închis iarna, cu smocuri la urechi considerabil mai mari (o caracteristică distinctivă a acestei specii) între august și noiembrie. O blană de culoare roșie în general, împreună cu smocuri la urechi (la adulți) și dimensiunea mai mică sunt caracteristicile care disting veverița roșie de veverița din Carolina.

## Distribuție

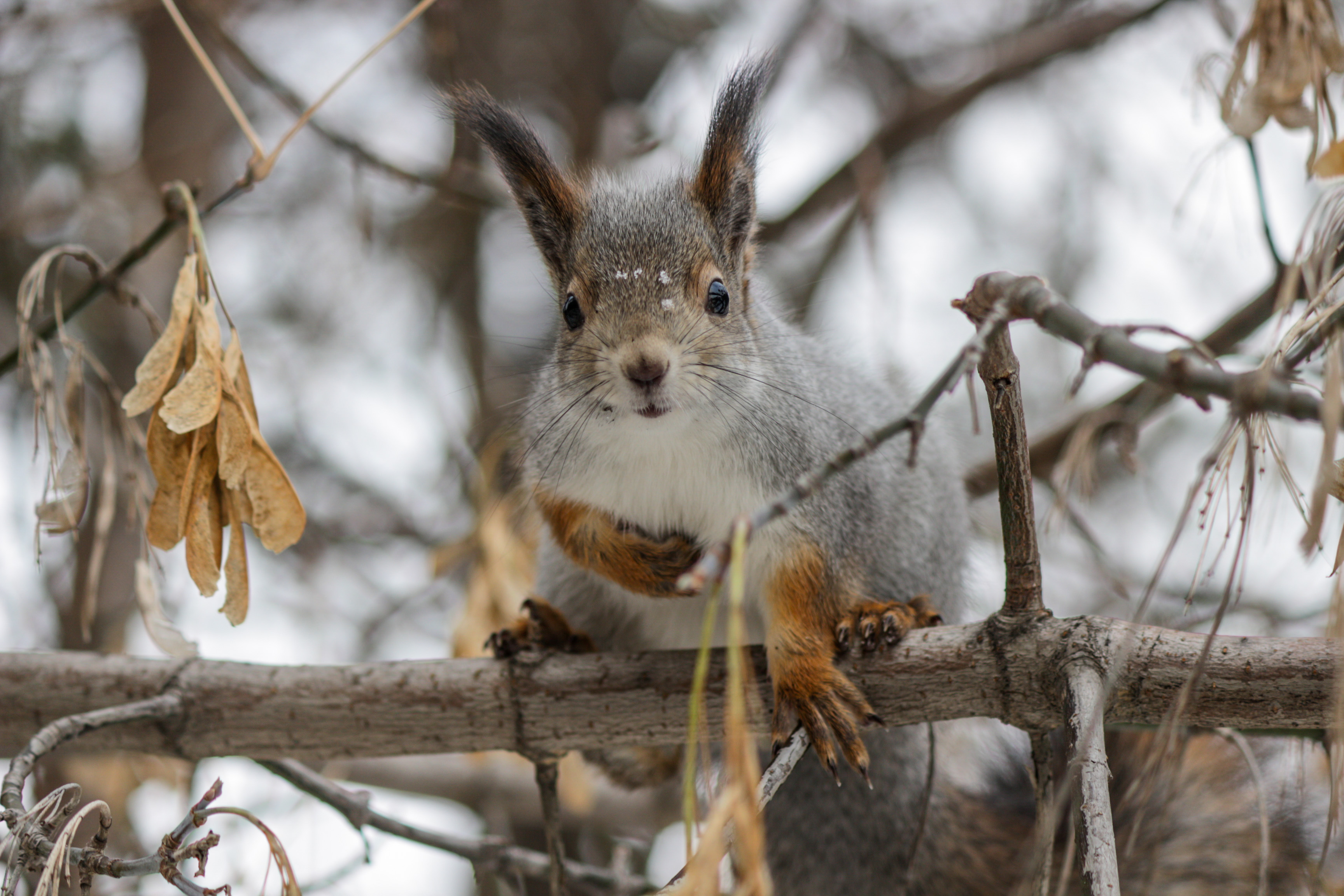
Veveriță roșie în regiunea Ural, în blana cenușie de iarnă

Veverițele roșii ocupă păduri de conifere boreale în Europa de Nord și Siberia, preferând păduri de pin, molid și pin siberian. În Europa de Vest și Europa de Sud se găsesc în păduri de foioase, dacă amestecul de specii de arbori și arbuști oferă o mai bună sursă de alimentare pe tot parcursul anului. În cele mai multe din Insulele Britanice și în Italia, pădurile de foioase sunt acum mai puțin potrivite datorită strategiei competitive de hrănire a veverițelor din Carolina introduse.

## Reproducere

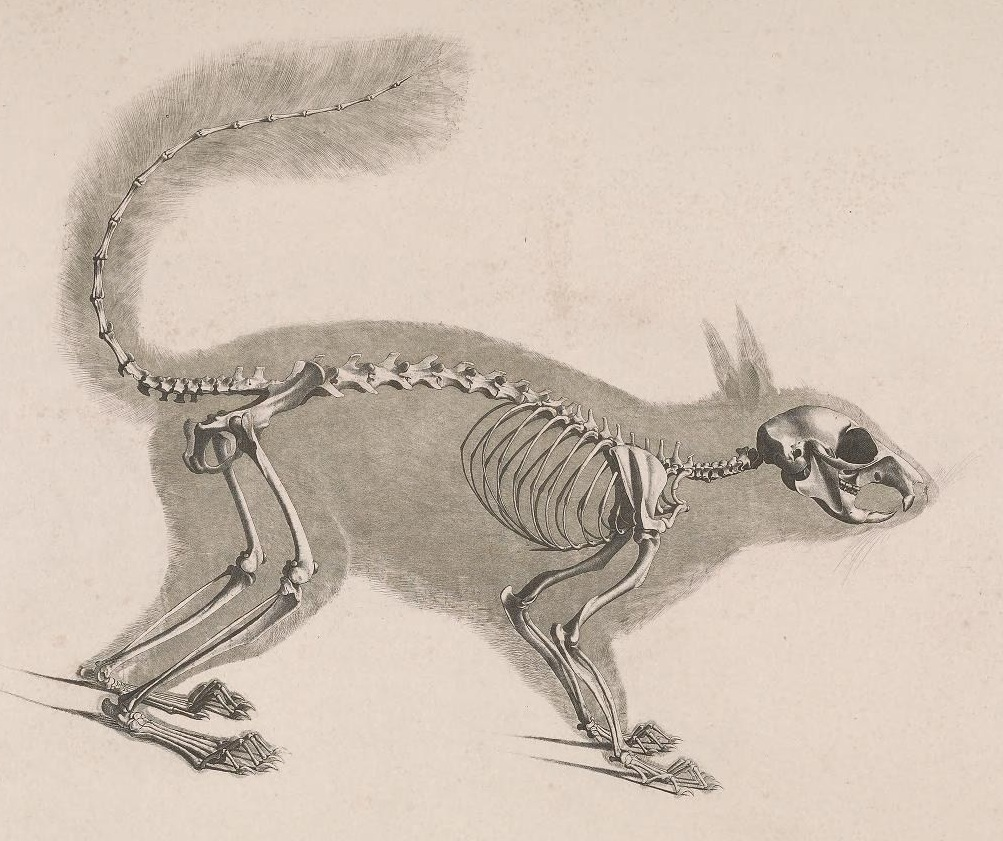
Schelet de veveriță

Împerecherea poate avea loc la sfârșitul iernii, în februarie și martie, și în timpul verii, între iunie și iulie. Într-un an, femelele pot avea două rânduri de pui. Fiecare perioadă de reproducere produce în medie trei pui. Gestația durează aproximativ 38–39 de zile. Puii sunt îngrijiți doar de către mamă și sunt născut neputincioși, orbi și surzi. Ei cântăresc între 10 și 15 grame. Corpul lor este acoperit cu păr abia la 21 de zile, ochii și urechile se deschid după trei până la patru săptămâni, iar dinții sunt dezvoltați complet la 42 de zile. Veverițele roșii tinere pot mânca solide la aproximativ 40 de zile după naștere și din acel moment pot părăsi cuibul pe cont propriu pentru a găsi hrană. Cu toate acestea, ei încă mai sug de la mama lor până la înțărcarea care are loc la 8 până la 10 săptămâni.
În perioada de împerechere, masculii detectează femelele care sunt la estru după un miros pe care acestea îl produc, și, deși nu există curtare, masculii urmăresc femelele până la o oră înainte de împerechere. De obicei, mai mulți masculi urmăresc o singură femelă până când masculul dominant, de obicei cel mai mare din grup, se împerechează cu femela. Masculii și femelele se împerechează de mai multe ori, cu mai mulți parteneri. Femelele trebuie să ajungă la un minim de masă corporală înainte de a ajunge la estru. Femele cu masa mai mare produc, în medie, mai mulți pui. Dacă hrana este limitată, reproducerea poate fi amânată. De obicei o femelă va avea primii pui în al doilea an de viață.

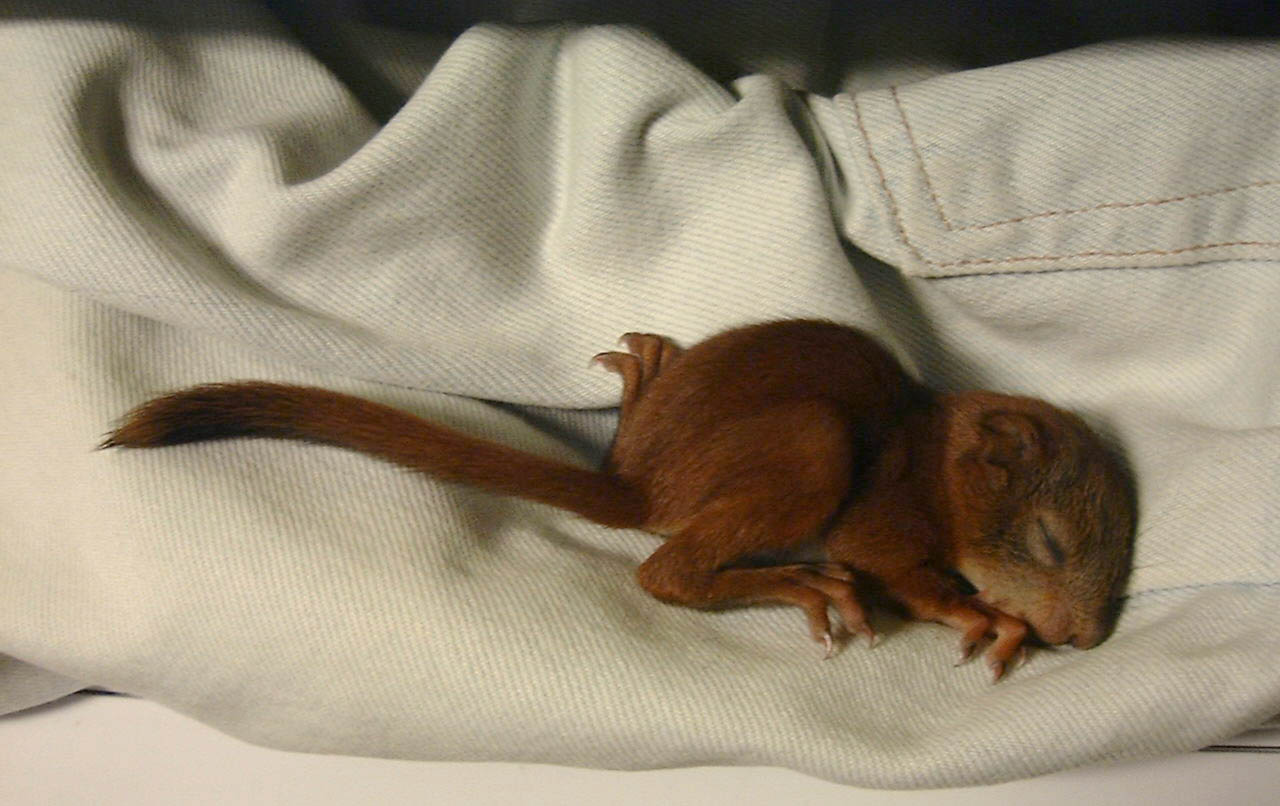
Veverița roșie la două săptămâni

## Speranța de viață

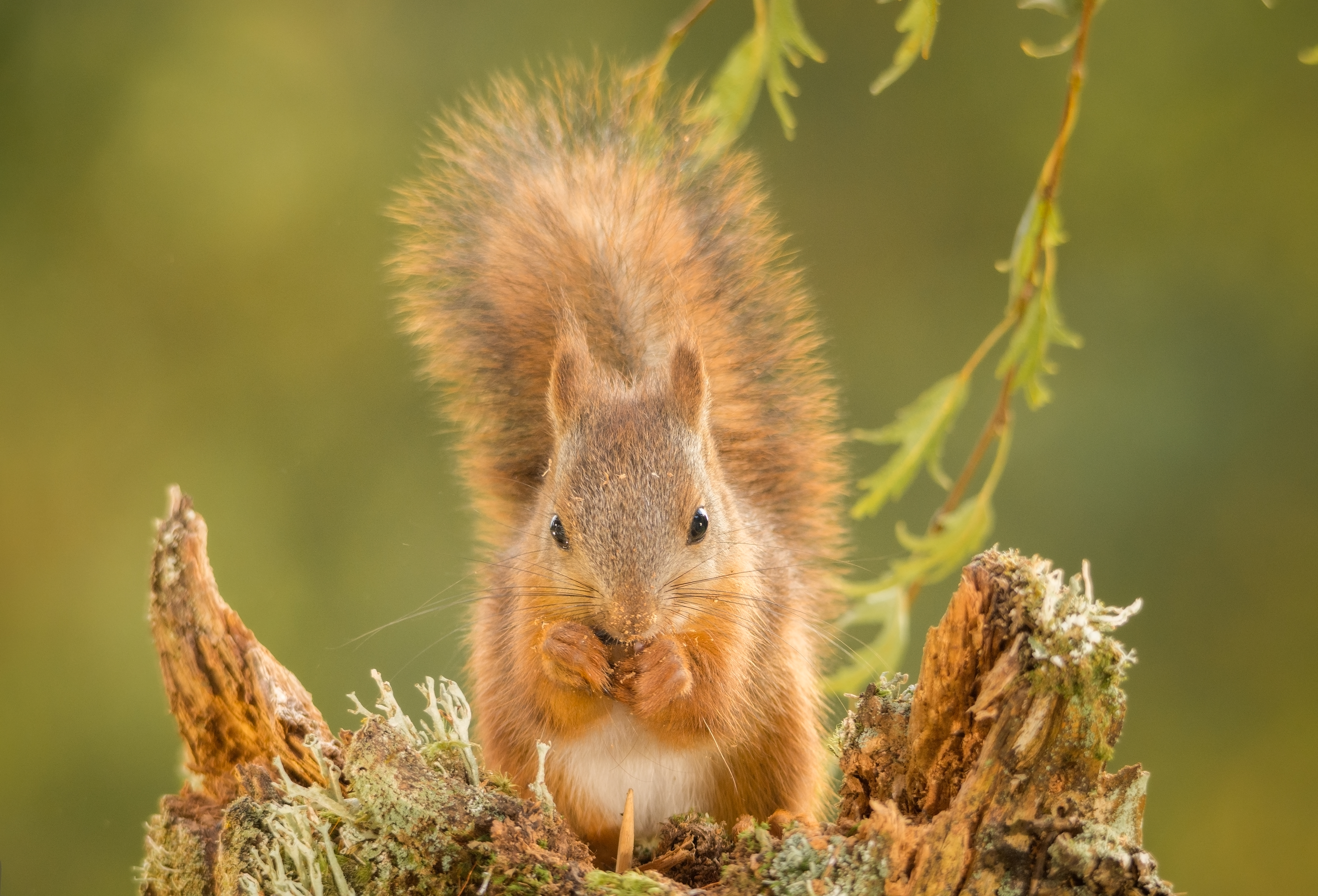
O veveriță roșie tânără

Veverițele roșii care supraviețuiesc prima lor iarnă au o speranță de viață de 3 ani. Indivizii pot ajunge până la 7 ani, chiar și 10 ani în captivitate. Supraviețuirea este pozitiv corelată cu disponibilitatea  semințelor de arbori în perioada toamnă–iarnă. În medie, 75–85 % din pui mor în prima lor iarnă, iar mortalitatea este de aproximativ 50 % pentru iernile de după.

## Ecologie și comportament
Veverița roșie poate fi găsită atât în păduri de conifere, cât și păduri temperate de foioase. Veverița își face un cuib din crengi între ramuri, formând o structură în formă de cupolă de aproximativ 25 până la 30 cm în diametru. Aceasta este căptușită cu mușchi, frunze, iarbă și scoarță. Folosește și scorburi și găuri făcute de ciocănitori. Veverița roșie este un animal solitar și este timid și reticent în a împărtăși hrana cu alți indivizi. Cu toate acestea, în afara sezonului de împerechere și în special în timpul iernii, mai multe veverițe roșii pot împărți un cuib pentru a-și ține de cald. Organizarea socială se bazează pe ierarhii de dominanță atât în interiorul, cât și între sexe. Deși masculii nu sunt în mod necesar dominanți către femele, animalele dominante tind să fie mai mari și mai bătrâne decât cele dominate, iar masculii dominanți tind să aibă patruleze o arie  mai mare decât indivizii dominați.
Veverița roșie mănâncă:
- în cea mai mare parte semințe de copaci, separând conurile coniferelor pentru a ajunge la semințe[necesită citare].
- ciuperci
- nuci (mai ales alune de pădure, dar și castane și jir)
- fructe de pădure
- lăstari tineri[23]

Mai rar, veverițele roșii pot mânca ouă sau pui de păsări. Un studiu suedez arată că din cele 600 de stomacuri de veverițe roșii examinate, numai 4 conțineau resturi de păsări sau ouă. Astfel, veverițele roșii pot demonstra ocazional comportament omnivor oportunistic, similar cu alte rozătoare.
Excesul de alimente este ascuns, fie îngropat, fie în colțuri sau găuri în copaci, și mâncat atunci când hrana este insuficientă. Deși veverița roșie își amintește ascunzătorile cu o mai mare șansă decât aleatoriu, memoria spațială este în mod substanțial mai puțin precisă și durabilă decât la veverița din Carolina. Prin urmare, de multe ori este necesar ca veverița să caute hrana atunci când are nevoie, iar multe ascunzători nu sunt găsite din nou.
Între 60 % și 80 % din perioada activă este petrecută căutând hrană. Perioada de activitate a veveriței roșii este dimineața, după-amiaza târziu și seara. De multe ori se odihnește în cuibul său în mijlocul zilei, evitând căldura și riscul de a deveni vizibile pentru păsările de pradă, care sunt periculoase în timpul acestor ore. În timpul iernii, acest odihna din timpul amiezii este de multe ori mult mai scurtă, sau chiar absentă, deși condițiile meteorologice dure pot face ca animalul să rămână în cuib pentru câteva zile.
Nu există teritorii asumate de veverițele roșii, iar zonele de hrănire ale indivizilor se suprapun considerabil.

## Prădători și amenințări

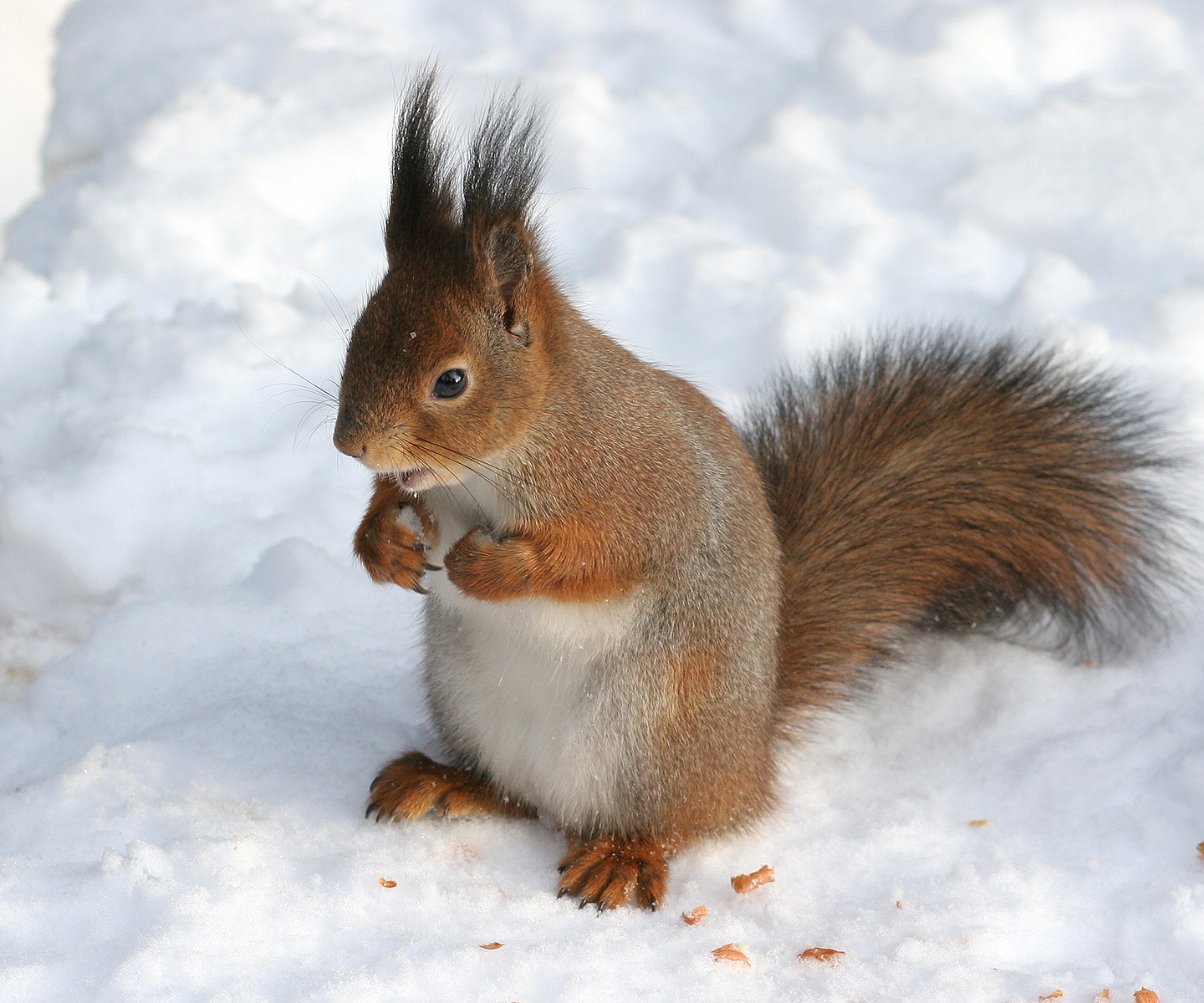
În zăpadă în Helsinki

Prădătorii includ mamifere mici, cum ar fi jderul de copac, pisicile sălbatice și hermelinele, care vânează pui. Păsări, printre care bufnițe și răpitoare precum uliul, pot ataca veverița roșie. Vulpea roșie, pisicile și câinii pot prăda veverița roșie atunci când aceasta este pe pământ. Oamenii influențează mărimea populației și mortalitatea veveriței roșii prin distrugerea sau modificarea habitatelor, prin provocarea accidentelor rutiere, precum și prin introducerea veverițelor din Carolina ne-native din America de Nord.
Veverița din Carolina și veverița roșie nu sunt direct antagonice, iar conflicte violente între aceste specii nu reprezintă un factor pentru scăderea populației de veverițe roșii. Cu toate acestea, veverița din Carolina poate să reducă populația de veverițe roșii populației ca urmare a mai multe motive:
- Veverița din Carolina este purtător al parapoxvirusului veverițelor, care nu pare a le afecta pe acestea, dar de multe ori cauzează decesul veverițelor roșii. În anul 2008 a fost descoperitcă populația de veverițe roșii din Formby, Anglia, a scăzut cu 80 %, ca urmare a acestei boli[29], deși populația este acum în recuperare[30].
- Veverița din Carolina poate digera mai bine ghindele, în timp ce veverița roșie nu poate accesa proteine și grăsimi din ghinde la fel de ușor[31].
- Când veverița roșie este supusă la stres, nu se va reproduce la fel de des.

În Regatul Unit, din cauza circumstanțelor de mai sus, populația a scăzut astăzi la mai puțin de 160.000 de veverițe roșii (120.000 din acestea sunt în Scoția). În afara Regatului Unit și a Irlandei, impactul concurenței din partea veveriței din Carolina a fost observat în Piemont, Italia, unde două perechi au scăpat din captivitate în 1948. O scădere semnificativă a populației de veverițe roșii în zonă a fost observată începând din 1970 și există temeri că veverița din Carolina s-ar putea extinde în restul Europei.

## Conservarea și strategii

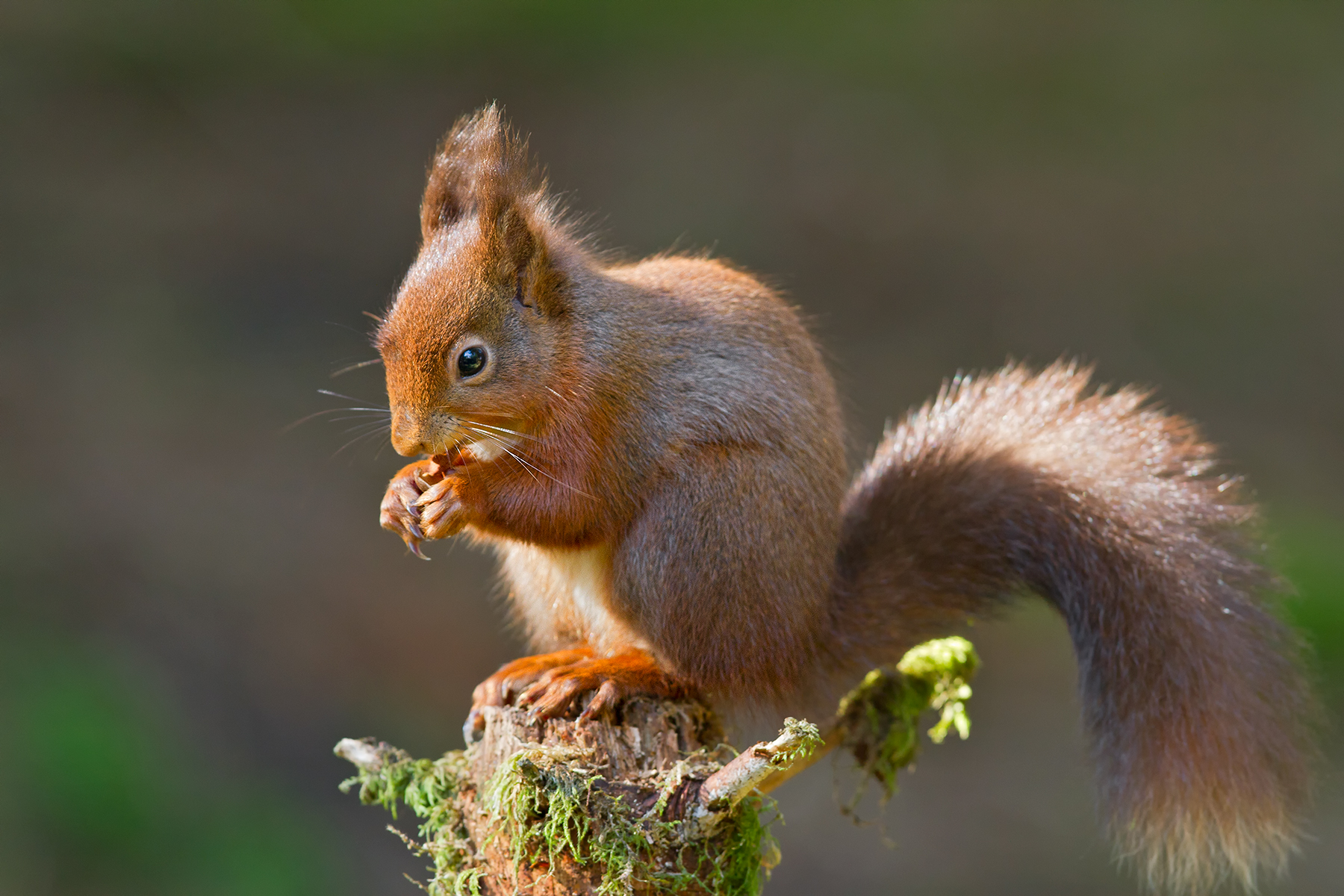
Blana de iarnă, în Anglia

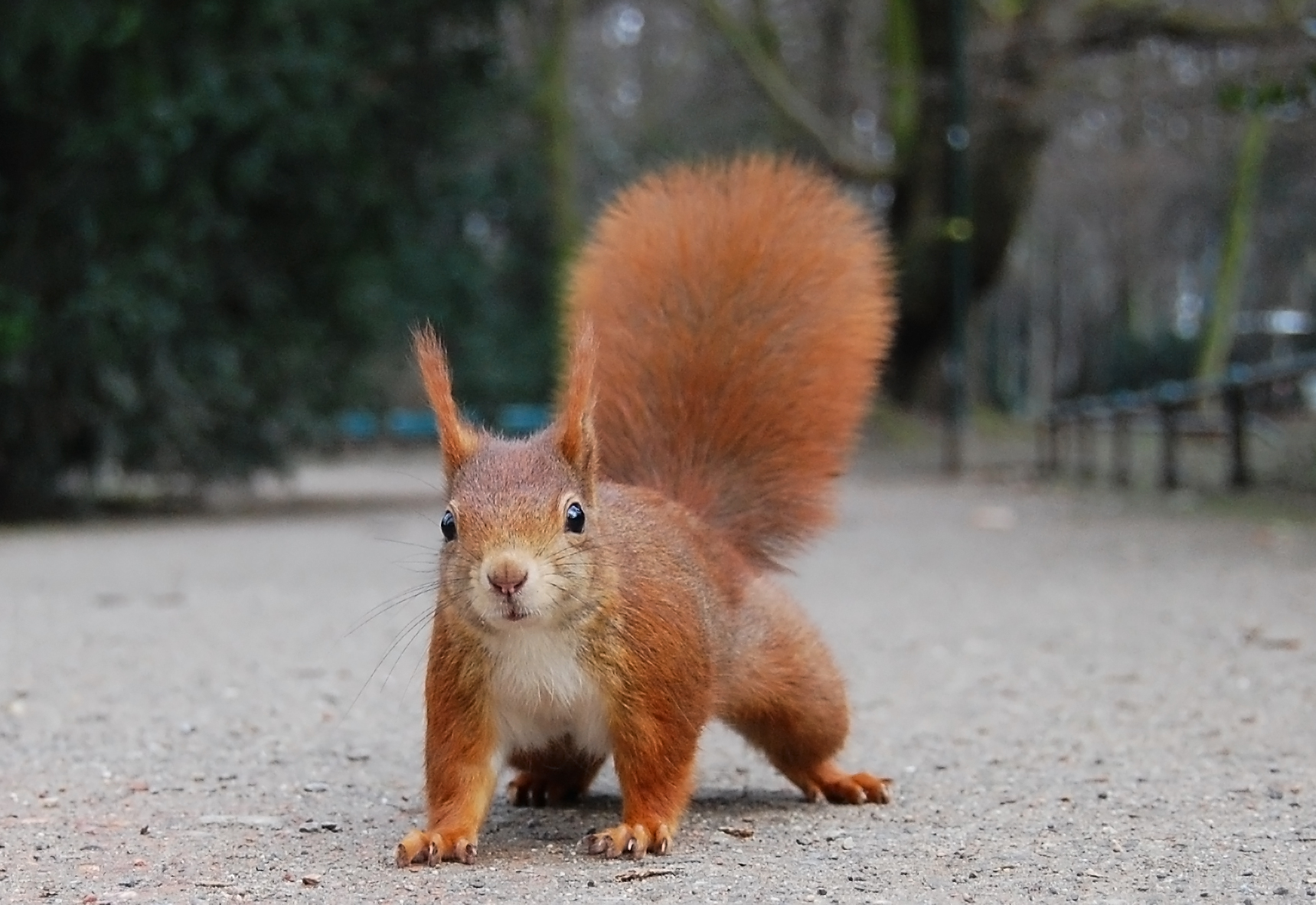
În Germania

Veverița roșie este o specie protejată în cele mai multe țări din Europa, așa cum este prevăzut în Apendicele III al Convenției de la Berna. Aceasta este menționată ca fiind neamenințată cu dispariția pe Lista roșie a IUCN. Cu toate acestea, în unele zone este prezentă din abundență și este vânată pentru blana sa.
Deși nu este considerată a fi sub orice fel de amenințare la nivel mondial, prezența veveriței roșii a scăzut drastic în Marea Britanie, mai ales după ce veverițele din Carolina au fost introduse din America de Nord în anii 1870. Se crede că mai puțin de 140.000 de exemplare mai existau în 2013, din care aproximativ 85 % în Scoția. Insula Wight este cel mai mare sanctuar pentru aceste animale în Anglia. O organizație caritabilă locală, Wight Squirrel Proiect, susține conservarea veveriței roșii pe insulă, iar oamenilor le este recomandat activ să raporteze orice veveriță din Carolina invazivă. Populația în scădere din Marea Britanie este adesea atribuită introducerii veveriței din Carolina din America de Nord, dar pierderea și fragmentarea habitatului său a jucat de asemenea un rol.
Prin contrast, veverița roșie poate reprezenta o amenințare dacă este introdusă în regiuni din afara zonei native. Aceasta este clasificată ca fiind un „organism interzis” în Noua Zeelandă, prin Legea Substanțelor Periculoase și Organismelor 1996, împiedicând astfel importul în țară.

### Conservare
În ianuarie 1998, eradicarea veveriței din Carolina nord-americane a început în nordul Țării Galilor, în insula Anglesey. Acest lucru a facilitat recuperarea naturală a micii populații rămase de veverițe roșii. Ulterior au fost reintroduse cu succes veverițe roșii în arboretele de pin din Pădurea Newborough. Au urmat apoi reintegrări în păduri de foioase, iar astăzi insula are cea mai mare populație de veverițe roșii din Țara Galilor. Insula Brownsea din Poole Harbour este, de asemenea, populată exclusiv de veverița roșie, cu aproximativ 200 de indivizi.

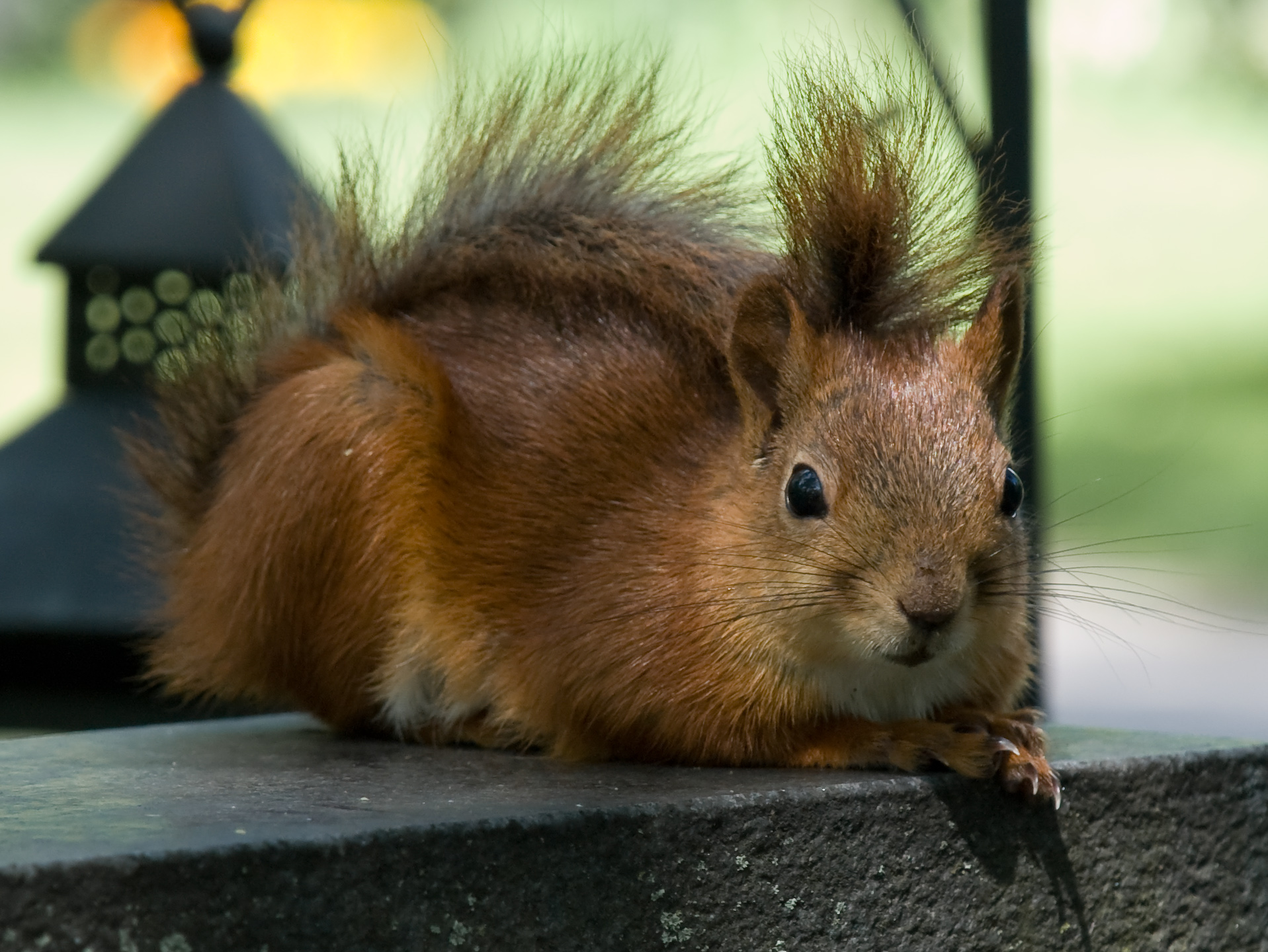
În Finlanda

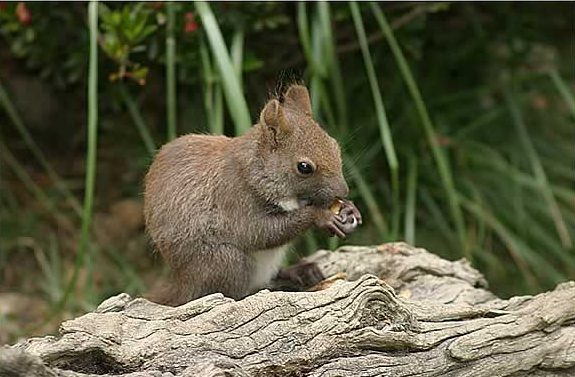
Cu blană maro

Inițiative similare în sudul Scoției și nordul Angliei se bazează pe controlul veveriței din Carolina ca fundament al strategiei de conservare a veveriței roșii. În 1996 a fost înființat un program local cunoscut sub numele de „North-East Scotland Biodiversity Partenership”, element al Planului de Acțiune privind Biodiversitatea la nivel național. Acest program este administrat de către Grampian Squirrel Society cu scopul de a proteja veverița roșie. Programul se concentrează pe zonele Banchory și Cults. În 2008, Scottish Wildlife Trust a anunțat un proiect de patru ani care a început în primăvara anului 2009, numit „Saving Scotland's Red Squirrels”.
Alte proiecte importante sunt cele din Pădurea Greenfield, inclusiv zonele-tampon Mallerstang, Garsdale și Widdale, Pădurea Kielder din Northumberland și Formby. Aceste proiecte au fost inițial parte din campania „Save Our Squirrels” care urmărește să protejeze veverițele roșii în partea de nord a Angliei, dar acum fac parte dintr-un parteneriat de conservare de cinci ani, condus de guvern, numit „Red Squirrels Northern England”.

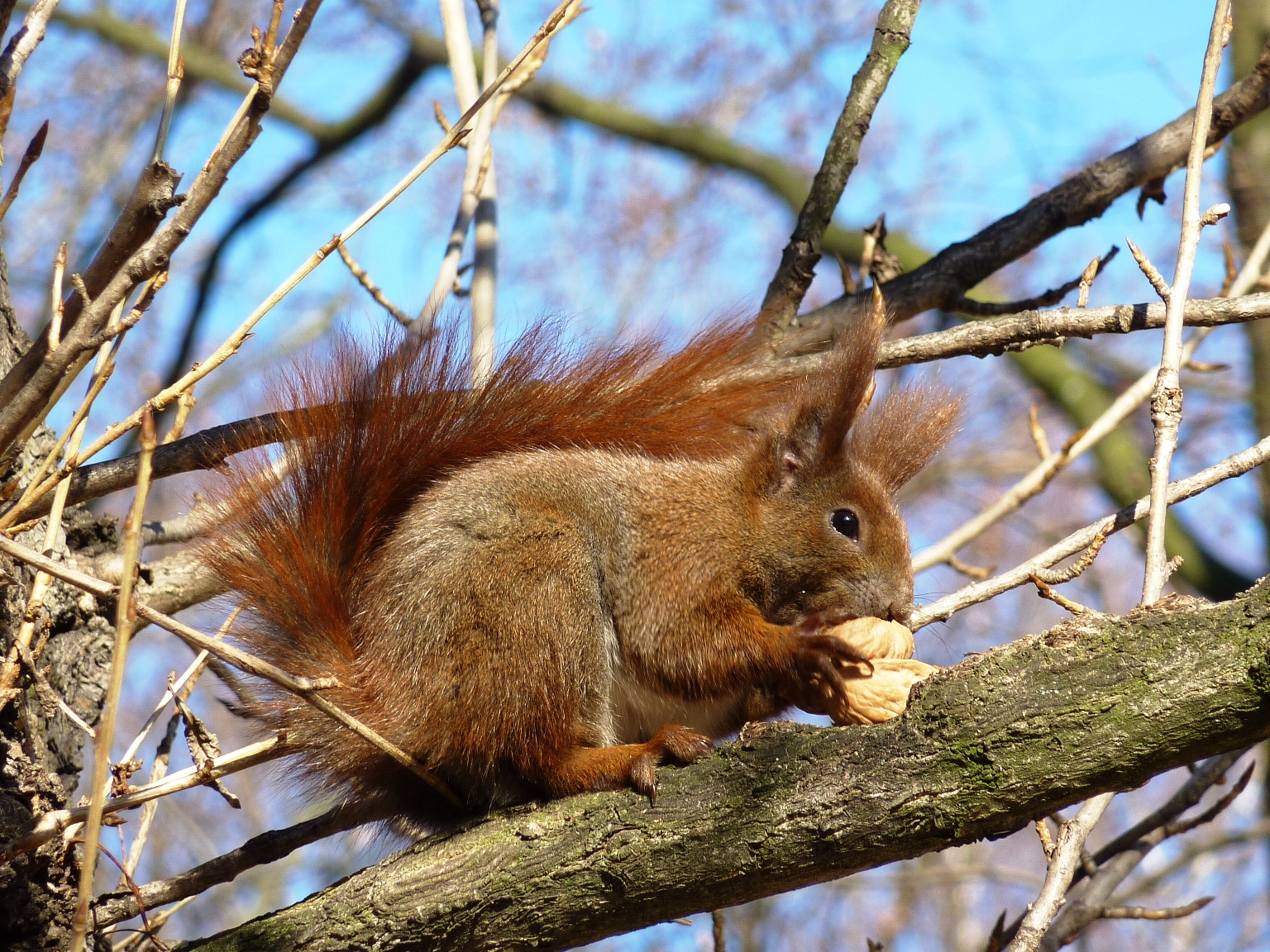
Veveriță roșie în Polonia

Cercetări întreprinse în 2007 în Marea Britanie consideră jderul de pin ca responsabil de reducerea populației de veverițe din Carolina invazive. Un aria de răspândire are populației de jderul se suprapune cu cel al veveriței din Carolina, populația acestor veverițe scade. Se crede că, deoarece veverița din Carolina petrece mai mult timp pe pământ decât cele roșii, ele sunt mult mai expuse contactului cu acest prădător.
În octombrie 2012, patru masculi și o femelă de veveriță roșie, luați de la British Wildlife Centre, au fost transportate la Tresco în Insulele Scilly cu elicopterul, și lăsate în Abbey Wood, în apropiere de Abbey Gardens. Doar doi indivizi au supraviețuit, iar alți douăzeci au fost transportați și lăsați acolo în octombrie 2013. Deși veverița roșie nu este indigenă în Insulele Scilly, cei care au sprijinit acest efort intenționează să utilizeze Tresco ca pe un „paradis” pentru mamiferul pe cale de dispariție , deoarece insulele sunt lipsite de prădători, precum vulpi, și de variola veveriței purtat de veverița din Carolina.

## Importanță istorică, culturală și financiară

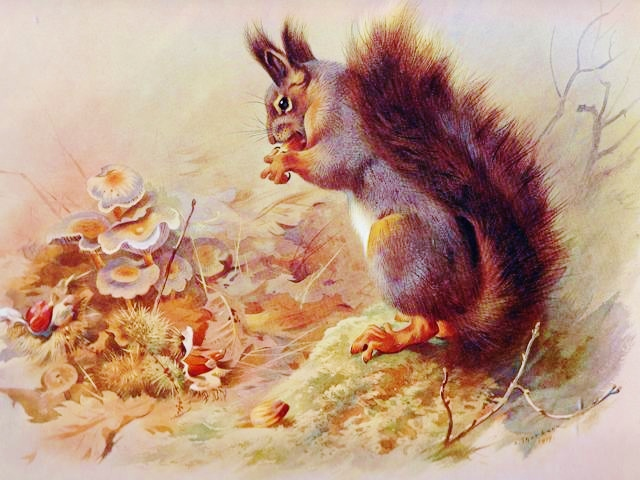
„Veveriță” ilustrație din „British Mamifere” de A. Thorburn, 1920

Veverița Nutkin este un personaj, mereu ilustrat ca veveriță roșie, în cărțile pentru copii în limba engleză scrise de Beatrix Potter.
'Ekorren' (Veverița) este un cântec foarte cunoscut și apreciat pentru copii în Suedia. Text și versuri de Alice Tegnér, în 1892.
În mitologia nordică, Ratatoskr este o veveriță roșie care aleargă în sus și în jos cu mesaje în arborele lumii, Yggdrasil, și răspândește bârfele. În special, el transmite mesajele dintre vulturul anonim din vârful Yggdrasill și dragonul Nidhogg de sub rădăcinile sale.
Veverița roșie era vânată pentru blană. În Finlanda, blănurile de veveriță au fost folosite ca monedă de schimb în antichitate, înainte de introducerea monedelor. Expresia „blană de veveriță” încă este folosită ca referință la bani. S-a sugerat că tocmai comerțul cu blană de veveriță roșie, extrem de apreciată în perioada medievală și intens tranzacționată, poate fi responsabil pentru epidemiile de lepră în Europa medievală. În Marea Britanie, lepra s-a răspândit la început în Anglia de Est, unde blănurile de veveriță erau tranzacționate, iar tulpina bacteriei este aceeași cu cea găsită în veverițele roșii de astăzi pe Insula Brownsea. Cu toate acestea, nu există cazuri de lepră transmise de la veveriță la un om de sute de ani.

## Taxonomie

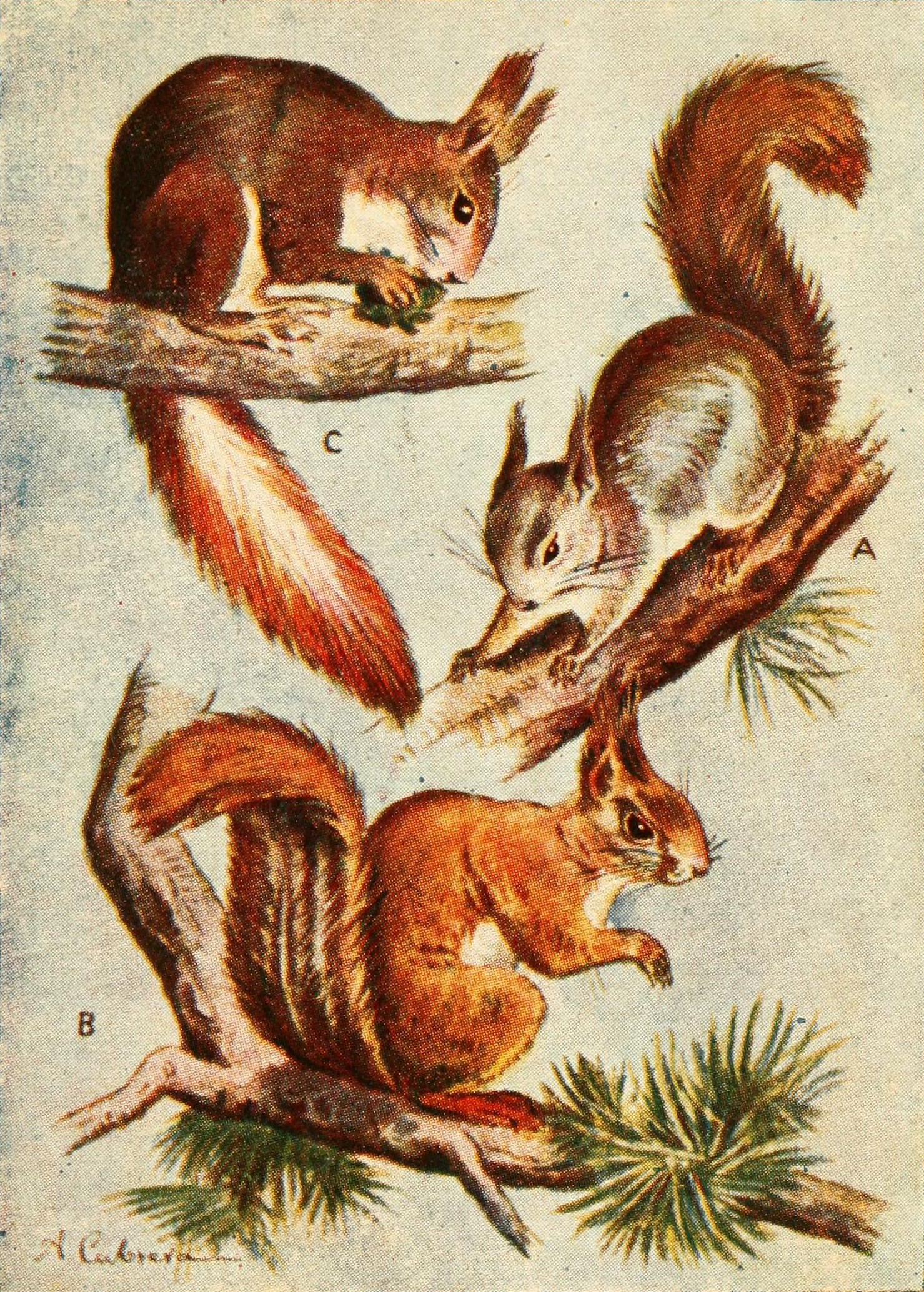
Diverse subspecii de veveriță roșie: A) S. v. vulgaris din Suedia, B) S. v. fuscoater din Germania, C) S. v. infuscatus din Spania centrală

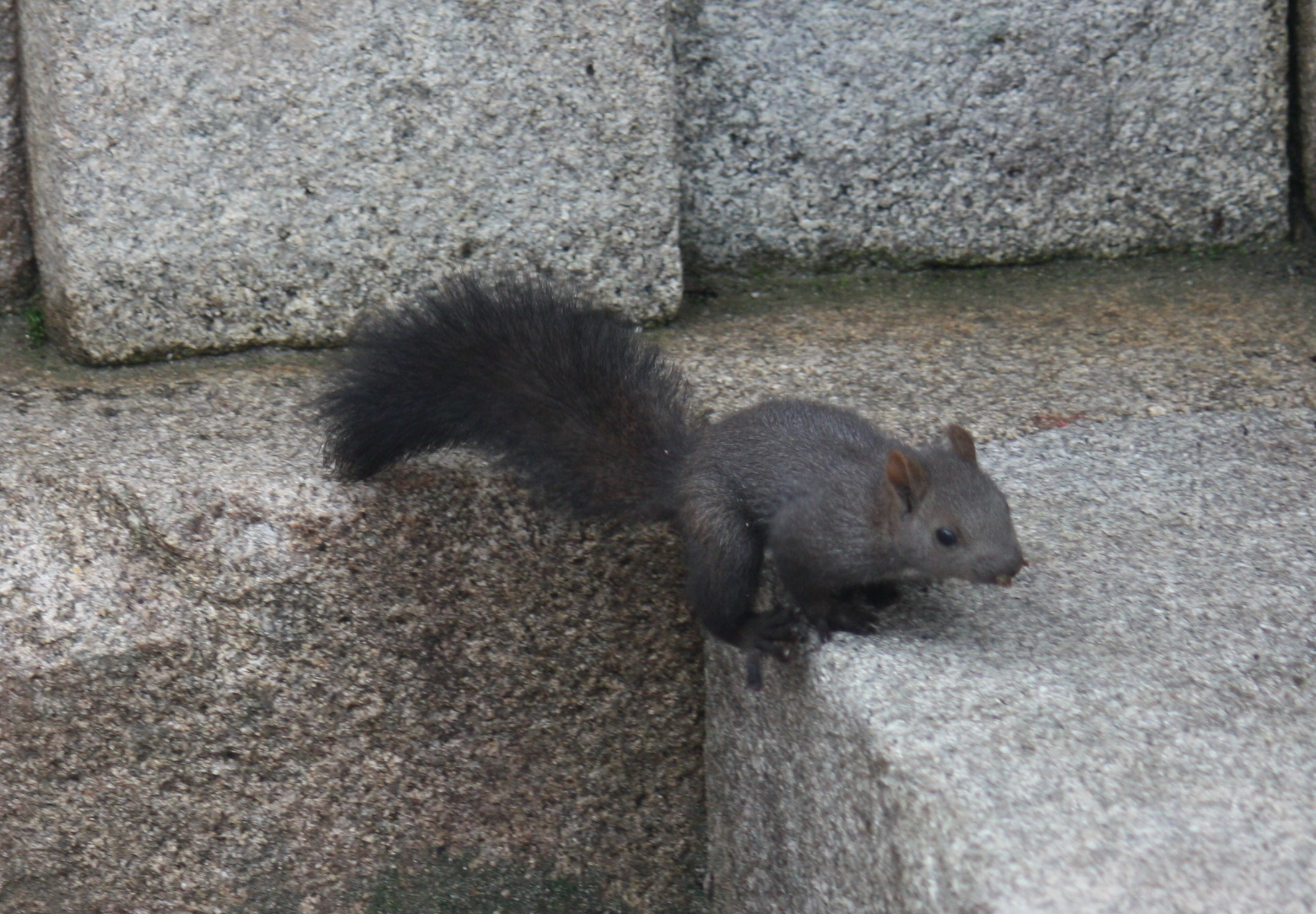
S. v. mantchuricus din Coreea de Sud

Au fost descrise peste 40 de subspecii de veveriță, dar statutului taxonomic al unora dintre acestea este incert. Un studiu publicat în 1971 recunoaște 16 subspecii și a servit ca bază pentru studii taxonomice ulterioare. Deși validitatea unor subspecii este incertă din cauza variației mari între veverițele roșii chiar și într-o singură regiune, unele subspecii sunt relativ distincte și una dintre acestea, S. v. meridionalis din Italia de sud, a fost ridicată la rangul de specie de stare sub numele de veverița neagră calabreză în 2017. În prezent, există 23 de subspecii recunoscute de veveriță roșie. Studiile genetice arată că o altă subspecie, S. v. hoffmanni din Sierra Espuña în sud-estul Spaniei (mai jos inclusă în S. v. alpinus), merită recunoașterea ca specie distinctă.
- S. v. alpinus. Desmarest, 1822. (Sinonime: S. v. baeticus, hoffmanni, infuscatus, italicus, numantius și segurae.)
- S. v. altaicus. Serebrennikov, 1928.
- S. v. anadyrensis. Ognev, 1929.
- S. v. arcticus. Trouessart, 1906. (Sinonim: S. v. jacutensis.)
- S. v. balcanicus. Heinrich, 1936. (Sinonime: S. v. istrandjae și rhodopensis.)
- S. v. chiliensis. Sowerby, 1921.
- S. v. cinerea. Hermann, 1804.
- S. v. dulkeiti. Ognev, 1929.
- S. v. exalbidus. Pallas, 1778. (Sinonime: S. v. argenteus și kalbinensis.)
- S. v. fedjushini. Ognev, 1935.
- S. v. formosovi. Ognev, 1935.
- S. v. fuscoater. Altum, 1876. (Sinonime: S. v. brunnea, gotthardi, graeca, nigrescens, russus și rutilans.)
- S. v. fusconigricans. Dvigubsky, 1804
- S. v. leucourus. Kerr, 1792.
- S. v. lilaeus. Miller, 1907. (Sinonime: S. v. ameliae sau croaticus.)
- S. v. mantchuricus. Thomas, 1909. (Sinonime: S. v. coreae și coreanus.)
- S. v. martensi. Matschie, 1901. (Sinonim: S. v. jenissejensis.)
- S. v. ognevi. Migulin, 1928. (Sinonime: S. v. bashkiricus, golzmajeri și uralensis.)
- S. v. orientis. Thomas, 1906.
- S. v. rupestris. Thomas, 1907
- S. v. ukrainicus. Migulin, 1928. (Sinonim: S. v. kessleri.)
- S. v. varius. Gmelin, 1789.
- S. v. vulgaris. Linnaeus, 1758.[54] (Sinonime: S. v. albonotatus, albus, carpathicus, europaeus, niger, rufus și typicus.)